# Majestic (Schiff, 1790)
HMS Majestic, war ein 74-Kanonen-Linienschiff der Canada-Klasse der britischen Marine, das von 1790 bis 1815 in Dienst stand. Es nahm 1794 an der Schlacht vom sogenannten Glorreichen 1. Juni und 1798 an der Seeschlacht bei Abukir teil. 1813 wurde es zum 58-Kanonen-Schiff umgebaut, um gegen die großen US-Fregatten zu operieren.

## Geschichte als Linienschiff 1785–1810
Die Majestic wurde von 1782 bis 1785 auf der Werft von William Barnard in Deptford als Linienschiff von 74 Kanonen gebaut und gehörte nach dem damaligen Klassifikationssystem in den 3. Rang. Die Majestic war eines von insgesamt vier Schiffen der 1760 von William Bateley entworfenen Canada-Klasse und ein Schwesterschiff der Captain, die von Horatio Nelson 1797 in der Schlacht von St. Vincent kommandiert wurde.
Als Teil der Flotte von Admiral Earl Howe nahm sie unter Kapitän Charles Cotton im Jahr 1794 an der Schlacht des sogenannten Glorious First of June teil. An den Tagen 28./29. Mai sowie am 1. Juni starben auf ihr insgesamt drei Seeleute, 18 weitere wurden verletzt.
Die folgenden Jahre verliefen relativ ereignislos. Im April 1796 brachte sie Vizeadmiral Sir John Laforey aus Westindien nach England. Ein Jahr später stand sie unter dem Kommando von George Blagdon Westcott.

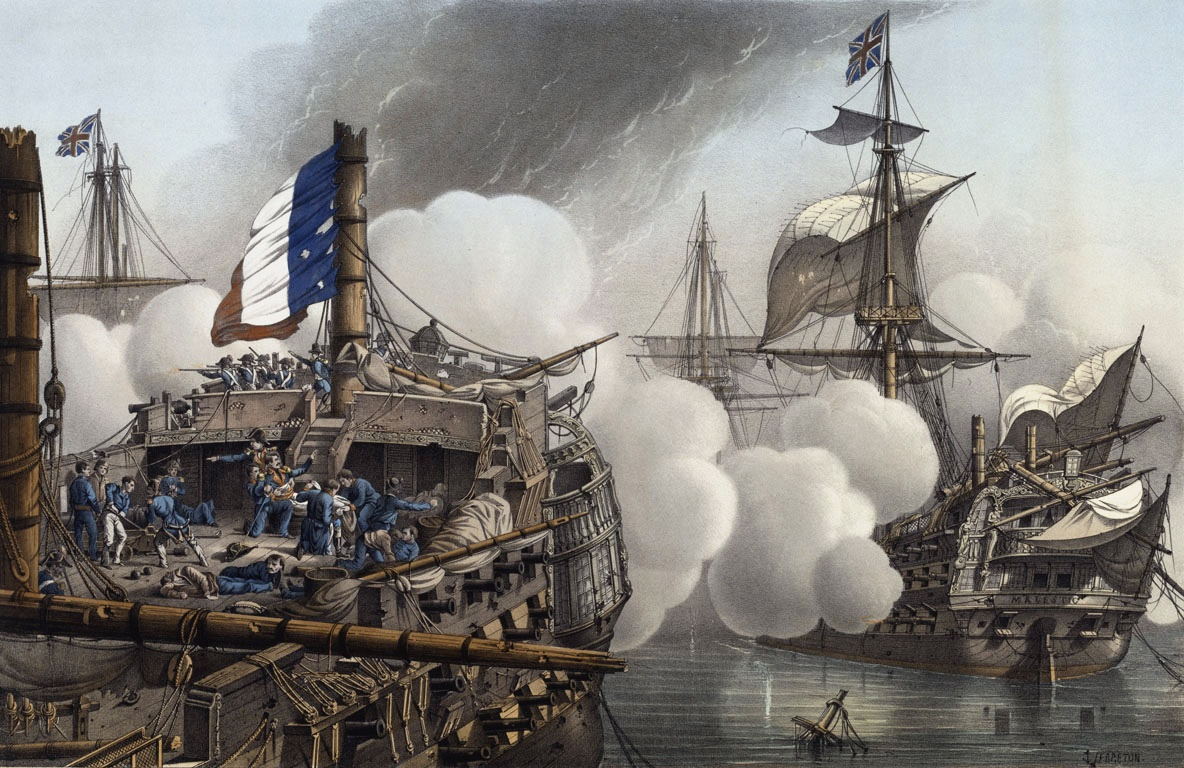
Die Majestic (rechts) im Gefecht mit der Tonnant (links) in der Schlacht von Abukir 1798.

1798 wurde die Majestic Nelsons Geschwader zugewiesen, das auf der Suche nach der französischen Mittelmeerflotte Napoleons war. Nelson stellte und besiegte diese schließlich am 1. August 1798 in der Seeschlacht bei Abukir. Westcott wurde bereits bei der unglücklich verlaufenden Annäherung seines Schiffes an die feindlichen Schiffe Tonnant (Kapitän Dupetit-Thouars) und Heureux durch einen Schuss in den Hals getötet. Die Majestic wurde schwer beschädigt. Westcott war der einzige britische Kommandant, der in dieser Schlacht fiel.
Im Jahr 1799 war das Schiff unter Kapitän Robert Cuthbert in Gibraltar stationiert. Kurz darauf im Jahr 1800 wurde es in Plymouth generalüberholt.
Im Jahr 1805, unter dem Kommando von Joseph Hanwell, setzte auf ihr Konteradmiral T. M. Russel seine Flagge. Stationiert wurde sie zu dieser Zeit in der Nordsee. Zwei Jahre später, Russel war inzwischen Vizeadmiral, übernahm George Hart in Great Yarmouth das Kommando, dem ein Jahr später Matthew Foster nachfolgte. Dieser wurde im Januar 1809 durch Frederick Watkins abgelöst. Während dieser Jahre scheint sich das Schiff, abgesehen von seinen Werftaufenthalten, im Blockadedienst in der Nordsee bewährt zu haben. Herausragend ist in dieser Zeit allerdings nur die Kaperung des dänischen Luggers Spider (2 Kanonen und 21 Mann Besatzung) im Mai 1809 durch einen Bootsangriff.
Im Jahr 1810 wurde das Schiff in Chatham vorläufig außer Dienst gestellt.

## Geschichte als Razee 1813–1816
Aufgrund einer Reihe von Niederlagen britischer 18-Pfünder-Fregatten gegen die großen Fregatten der US Navy (Constitution, United States und President) im Krieg von 1812 sah sich die britische Admiralität zu Gegenmaßnahmen gezwungen. Eine schnelle Methode, an schwere Fregatten zu kommen, bestand im Herunterschneiden alter 74-Kanonen-Schiffe zu schweren Fregatten. Derartige Schiffe wurden als Razee bezeichnet. Unter den drei Schiffen, die für diesen Umbau ausgewählt wurden, befand sich auch die Majestic. Die Arbeiten begannen im Januar 1813 in Chatham. Während die Majestic als 74er ein Schiff 3. Ranges war, wurde sie nun als 58-Kanonen-Schiff im 4. Rang geführt. Die Bewaffnung des unteren Batteriedecks blieb unverändert bei 32-Pfünder-Kanonen, womit die drei Razees artilleristisch den großen US-Fregatte mit 24-Pfündern überlegen waren. Das obere Deck wurde mit 42-Pfünder-Karronaden bestückt, was das schwerste regulär verwendete Kaliber dieser Geschütze war. Die erneute Indienststellung des Schiffs erfolgte im Mai, und im Juni 1813 segelte die Majestic unter Kapitän John Hayes nach Nordamerika, um sich dort an der Jagd auf die schweren US-Fregatten zu beteiligen. Am Morgen des 3. Februar 1814 verfolgte sie von St. Michael Richtung Madeira segelnd ein Schiff. Als man sich diesem näherte, wurden weitere drei Schiffe und eine Brigg in 9 Meilen Entfernung gemeldet. Hayes entschloss sich die Verfolgung abzubrechen und die Neuankömmlinge in Augenschein zu nehmen. Sie entpuppten sich als zwei französische 44-Kanonen-Fregatten, ein Schiff mit 20 Kanonen und die Brigg ohne nennenswerte Bewaffnung. Hayes ließ das Feuer auf eine der Fregatten eröffnen, die nach 1¾ Stunden ihre Flagge streichen musste. Aufkommende Dunkelheit und eine stürmisch werdende See machten es notwendig, dass die Majestic bei ihrer Prise blieb, was den anderen Gegnern die Flucht ermöglichte. Das eroberte Schiff war die Terpsichore, die mit ihrem Schwesterschiff Atalante unterwegs gewesen war. An Bord der Prise gab es drei Tote und sechs Verwundete (zwei davon schwer), die Majestic hatte keine Verluste zu beklagen.
Im Januar 1815 war die Majestic zusammen mit den Fregatten Endymion, Tenedos und Pomone an der Jagd auf President beteiligt. Als schnellstes Schiff des Geschwaders konnte die Endymion die fliehende President stellen und beschädigen, bevor sie selbst abdrehen musste. Als die Pomone sich näherte, sah Kapitän Decatur von der President keinen Sinn mehr in weiterem Widerstand und strich die Flagge, so dass die Majestic ihre kalibermäßig weit überlegene Artillerie nicht mehr zum Einsatz bringen musste.
1815 wurde das Schiff in Plymouth letztmals außer Dienst gestellt und 1816 abgewrackt.